# جشنواره فیلم کن ۱۹۸۵
سی و هشتمین دوره جشنواره فیلم کن در این دوره برای اولین بار فیلمی از یوگسلاوی سابق به کارگردانی امیر کوستوریتسا برنده نخل طلا می‌شود. شر نیز برای صورتک برنده بهترین بازیگر نقش اول زن می‌شود.سی و هشتمین جشنواره فیلم کن درحالی شروع به کار میکند که در پوستر اصلی این جشنواره،برای ادای احترام به عکاس فقید انگلیسی،ادوارد مایبریج ؛عکس هایی از مجموعه او در پوستر اصلی قرار داده شده است. سی و هشتمین دوره جشنواره فیلم کن کار خود را با اکران فیلم شاهد آغاز میکند و کارگردان ها،نویسندگان و بازیگران منتظر دریافت جایزه نخل طلای این جشنواره میشوند.

## هیئت داوران
- میلوش فورمن
- Claude Imbert
- Edwin Zbonek
- فرانسیس وبر
- ژورژه آمادو
- مائورو بولونینی
- Michel Perez
- Mo Rothmann
- نستور آلمندروس
- سارا مایلز

## مسابقه
فیلم‌های زیر برای بخش مسابقه انتخاب شده‌اند:
| نام انگلیسی                    | نام اصلی                     | کارگردان        | کشور                |
| ------------------------------ | ---------------------------- | --------------- | ------------------- |
| وداع بناپارت                   | وداعا بونابرت                | یوسف شاهین      | مصر                 |
| بردی                           |                              | آلن پارکر       | ایالات متحده آمریکا |
| بلیس                           |                              | Ray Lawrence    | استرالیا            |
| Chicken with Vinegar           | Poulet au vinaigre           | کلود شابرول     | فرانسه              |
| بچه کوکاکولا                   |                              | دوشان ماکاویو   | استرالیا            |
| سرهنگ ردل                      | Oberst Redl                  | ایشتوان سابو    | مجارستان            |
| Derborence                     |                              | Francis Reusser | سوئیس               |
| کارآگاه (فیلم ۱۹۸۵)            | Détective                    | ژان-لوک گدار    | فرانسه              |
| Farewell to the Ark            | さらば箱舟                   | شوجی ترایاما    | ژاپن                |
| Insignificance                 |                              | نیکلاس روگ      | بریتانیا            |
| جاشوا آینده و حال              |                              | تد کاچف         | کانادا              |
| بوسه زن عنکبوتی (فیلم)         | O Beijo da Mulher Aranha     | هکتور بابنکو    | برزیل               |
| گزارش رسمی                     | La historia oficial          | لوئیس پوئنسو    | آرژانتین            |
| Madman at War                  | Scemo di guerra              | دینو ریسی       | ایتالیا             |
| صورتک (فیلم)                   |                              | پیتر بوگدانوویچ | ایالات متحده آمریکا |
| میشیما: یک زندگی در چهار بخش   |                              | پل شریدر        | ایالات متحده آمریکا |
| سوارکار رنگ‌پریده               |                              | کلینت ایستوود   | ایالات متحده آمریکا |
| قرار ملاقات (فیلم ۱۹۸۵)        |                              | آندره تشینه     | فرانسه              |
| The Two Lives of Mattia Pascal | Le due vite di Mattia Pascal | ماریو مونیچلی   | ایتالیا             |
| وقتی بابا رفته بود مأموریت     | Отац на службеном путу       | امیر کوستوریتسا | یوگسلاوی            |

## برندگان

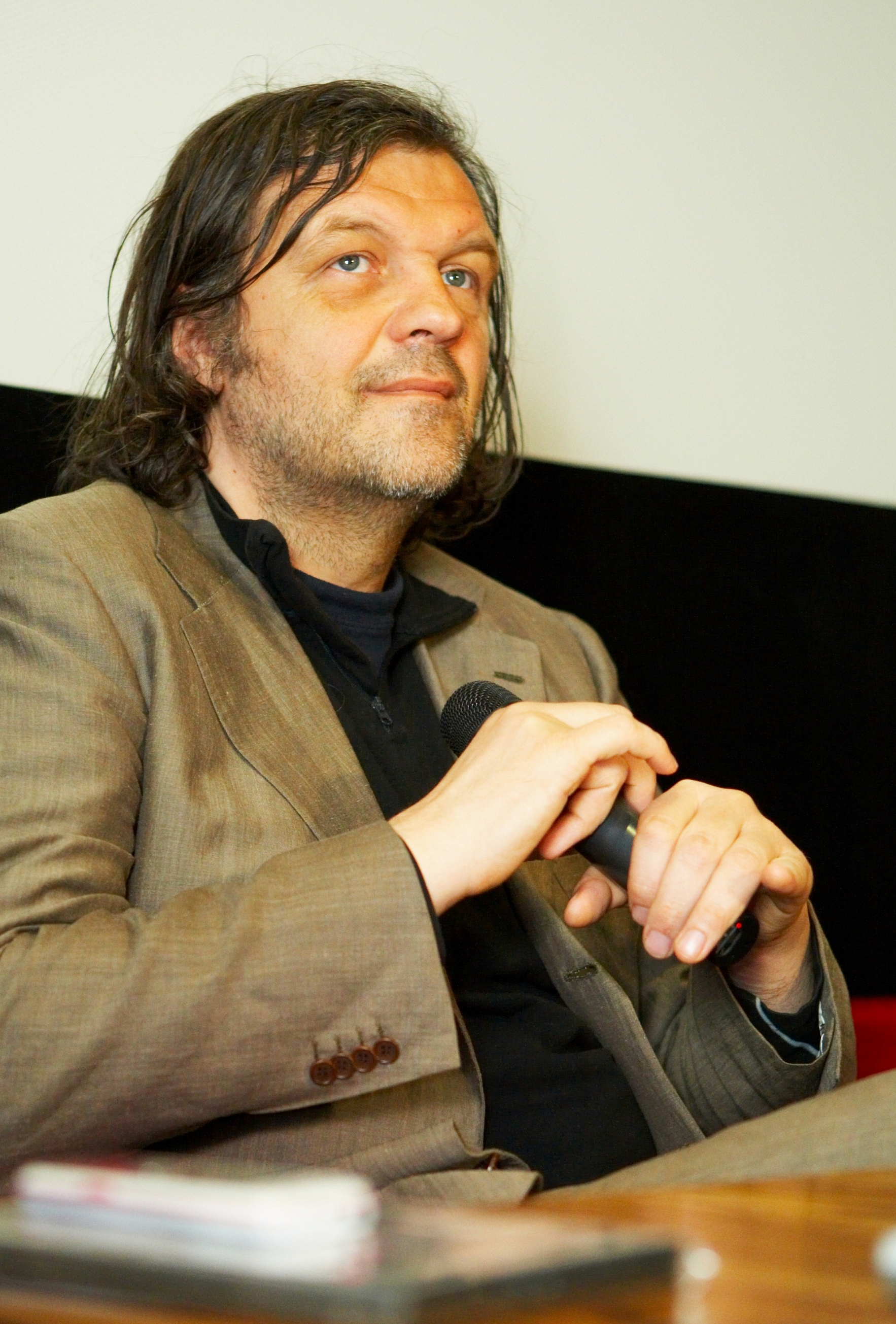
امیر کوستوریتسا، برنده نخل طلا

- نخل طلا: وقتی بابا رفته بود مأموریت - امیر کوستوریتسا
- جایزه بزرگ (جشنواره فیلم کن): بردی (فیلم)
- جایزه هیئت داوران جشنواره فیلم کن: سرهنگ ردل
- جایزه بهترین بازیگر مرد جشنواره فیلم کن: ویلیام هرت برای بوسه زن عنکبوتی (فیلم)
- جایزه بهترین بازیگر زن جشنواره فیلم کن:
  - نورما آلیاندرو برای گزارش رسمی
  - شر (خواننده) برای صورتک (فیلم)
- جایزه بهترین کارگردان جشنواره فیلم کن: آندره تشینه برای قرار ملاقات (فیلم ۱۹۸۵)